# Sitticus nakamurae
Sitticus nakamurae là một loài nhện trong họ Salticidae.
Loài này thuộc chi Sitticus. Sitticus nakamurae được Kyukichi Kishida miêu tả năm 1910.